# Lithophane wiltshirei
Lithophane wiltshirei är en fjärilsart som beskrevs av Charles Boursin 1962. Lithophane wiltshirei ingår i släktet Lithophane och familjen nattflyn. Inga underarter finns listade i Catalogue of Life.